# Morhulîci, Cernihiv
Morhulîci (în ucraineană Моргуличі) este un sat în comuna Boromîkî din raionul Cernihiv, regiunea Cernihiv, Ucraina.

## Demografie
Componența lingvistică a localității Morhulîci
     Ucraineană (96,59%)
     Rusă (3,41%)
Conform recensământului din 2001, majoritatea populației localității Morhulîci era vorbitoare de ucraineană (96,59%), existând în minoritate și vorbitori de rusă (3,41%).

## Galerie foto

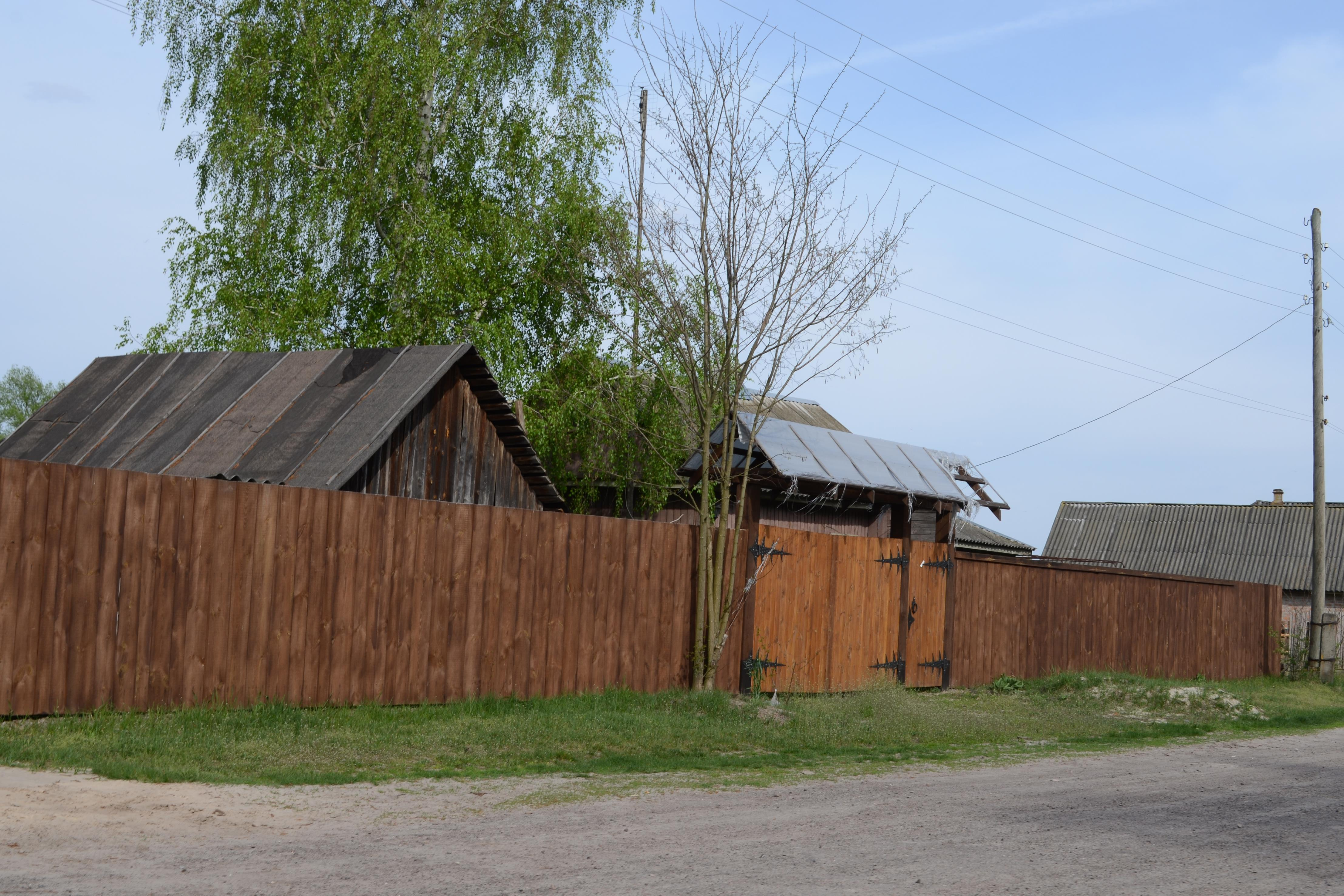
Stradă în Morhulîci
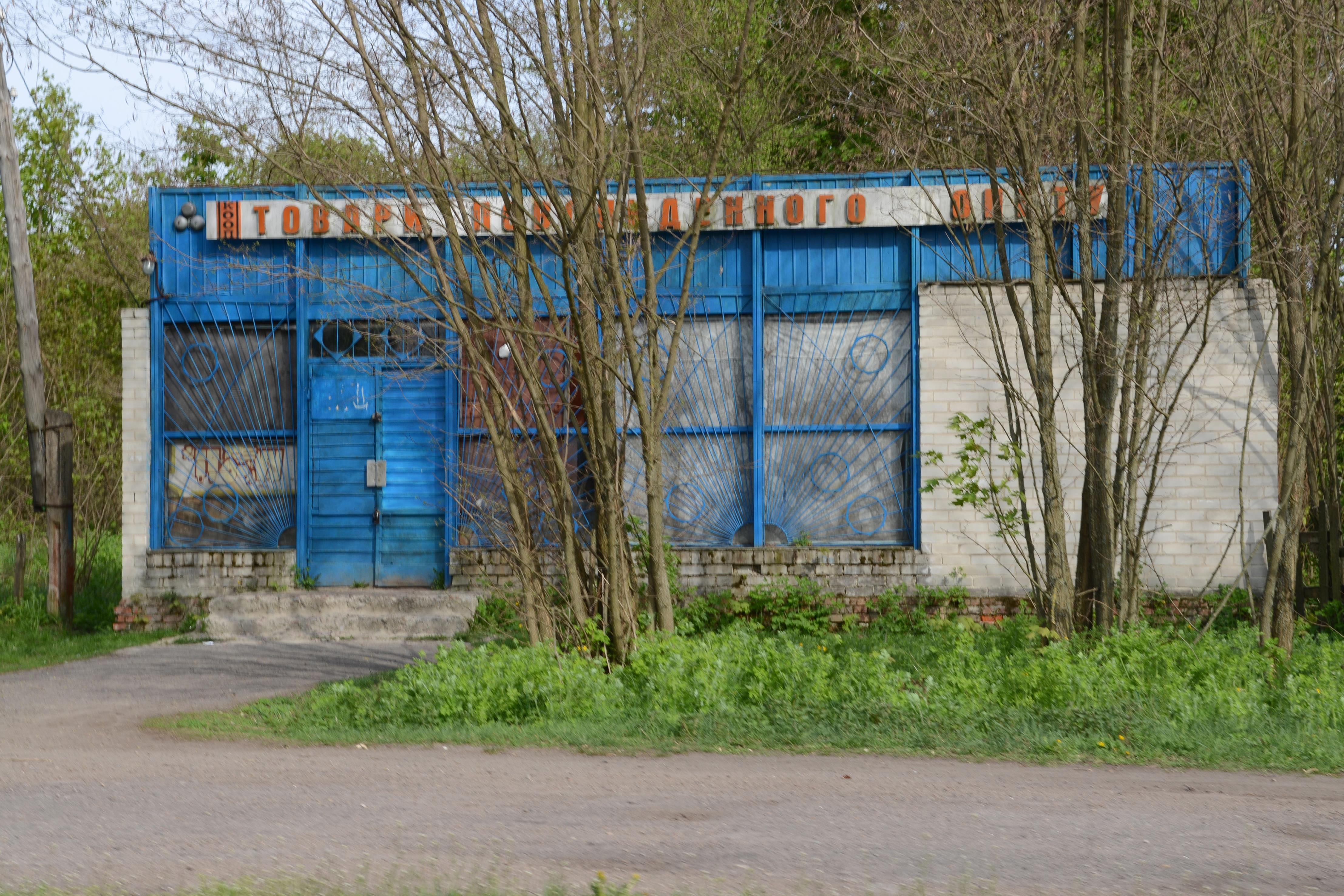
Magazin